# روبي جين سميث
روبي جين سميث (بالإنجليزية: Ruby Jane Smith)‏ هي عازفة كمان ‏ أمريكية، ولدت في 17 نوفمبر 1994 في دالاس في الولايات المتحدة.

## وصلات خارجية
- الموقع الرسمي
- روبي سميث على موقع ميوزك برينز (الإنجليزية)
- روبي سميث على موقع أول ميوزيك (الإنجليزية)
- روبي سميث على موقع ديسكوغز (الإنجليزية)